# Adaptometr
Adaptometr – urządzenie służące do badania adaptacji pręcików w siatkówce. Badania takie przeprowadza się w całkowitej ciemności, po uprzednim wpatrywaniu się badanego w źródło mocnego światła. Trwa ono około godziny. W jego trakcie stopniowo zmniejsza się natężenie światła, określając tym samym zdolność oka do jego rozpoznawania.
Wyróżnia się adaptometry służące do szybkiego badania pierwszej (głównej) fazy adaptacji oraz urządzenia do badania pełnej adaptacji.